# Gouvernement Tusk I
Pour les articles homonymes, voir gouvernement Donald Tusk.
 (septembre 2023).
Si vous disposez d'ouvrages ou d'articles de référence ou si vous connaissez des sites web de qualité traitant du thème abordé ici, merci de compléter l'article en donnant les références utiles à sa vérifiabilité et en les liant à la section « Notes et références ».
IIIe République de Pologne
Kaczyński Tusk II
Le gouvernement Tusk I (en polonais : Pierwszy rząd Donalda Tuska) est le gouvernement de la République de Pologne entre le 16 novembre 2007 et le 18 novembre 2011, durant la sixième législature de la Diète et la septième législature du Sénat.

## Historique
Ce gouvernement est dirigé par le président du Conseil des ministres libéral et candidat à l'élection présidentielle de 2005, Donald Tusk, et soutenu par une coalition gouvernementale entre la Plate-forme civique (PO) et le Parti paysan polonais (PSL), qui dispose de 240 députés sur 430 à la Diète polonaise.
Le 9 novembre, le président de la République, Lech Kaczyński, qui fut le rival de Tusk à l'élection présidentielle d'octobre 2005, reçoit le leader de la PO et lui confie la mission de former un gouvernement. Une semaine plus tard, le 16 novembre, Donald Tusk et son gouvernement prêtent serment au palais présidentiel devant le président Kaczyński. Le 24 novembre, après avoir prononcé son discours de politique générale dans lequel il prône un « rétablissement de la confiance entre la société et le pouvoir » et le « retour de la Pologne au cœur de l'UE » comme il l'a promis au cours de la campagne, le nouveau chef du gouvernement remporte un vote de confiance par 238 voix sur 442 députés présents.
Le gouvernement Tusk I succède au gouvernement Kaczyński.
Après la proclamation des résultats des élections législatives d'octobre 2011 et la première réunion de la Diète et du Sénat, Donald Tusk remet la démission de son gouvernement au président de la République Bronisław Komorowski, qui lui confie aussitôt la formation d'un nouveau gouvernement. Le gouvernement Tusk II entre en fonction le 18 novembre.

## Composition

### Initiale (16 novembre 2007)
| Portefeuille                                                                           | Titulaire | Titulaire                                           | Parti |
| -------------------------------------------------------------------------------------- | --------- | --------------------------------------------------- | ----- |
| Président du Conseil des ministres                                                     |           | Donald Tusk                                         | PO    |
| Vice-président du Conseil des ministres Ministre de l'Économie                         |           | Waldemar Pawlak                                     | PSL   |
| Vice-président du Conseil des ministres Ministre de l'Intérieur et de l'Administration |           | Grzegorz Schetyna                                   | PO    |
| Ministre du Développement régional                                                     |           | Elżbieta Bieńkowska                                 | Sans  |
| Ministre de la Justice Procureur général                                               |           | Zbigniew Ćwiąkalski (jusqu'au 21/01/2009)           | Sans  |
| Ministre de la Justice Procureur général                                               |           | Andrzej Czuma                                       | PO    |
| Ministre des Sports et du Tourisme                                                     |           | Mirosław Drzewiecki                                 | PO    |
| Ministre du Travail et de la Politique sociale                                         |           | Jolanta Fedak                                       | PSL   |
| Ministre des Infrastructures                                                           |           | Cezary Grabarczyk                                   | PO    |
| Ministre du Trésor                                                                     |           | Aleksander Grad                                     | PO    |
| Ministre de l'Éducation nationale                                                      |           | Katarzyna Hall                                      | Sans  |
| Ministre de la Défense nationale                                                       |           | Bogdan Klich                                        | PO    |
| Ministre de la Santé                                                                   |           | Ewa Kopacz                                          | PO    |
| Ministre de la Science et de l'Enseignement supérieur                                  |           | Barbara Kudrycka                                    | PO    |
| Ministre de l'Environnement                                                            |           | Maciej Nowicki                                      | Sans  |
| Ministre des Finances                                                                  |           | Jacek Rostowski                                     | Sans  |
| Ministre de l'Agriculture et du Développement rural                                    |           | Marek Sawicki                                       | PSL   |
| Ministre des Affaires étrangères                                                       |           | Radosław Sikorski                                   | PO    |
| Ministre de la Culture et du Patrimoine national                                       |           | Bogdan Zdrojewski                                   | PO    |
| Ministre sans portefeuille Président du comité permanent du gouvernement               |           | Zbigniew Derdziuk (jusqu'au 13/01/2009) Michał Boni | Sans  |

### Remaniement du 13 octobre 2009
- Les nouveaux ministres sont indiqués en gras, ceux ayant changé d'attributions en italique.

| Portefeuille                                                             | Titulaire | Titulaire                                               | Parti |
| ------------------------------------------------------------------------ | --------- | ------------------------------------------------------- | ----- |
| Président du Conseil des ministres                                       |           | Donald Tusk                                             | PO    |
| Vice-président du Conseil des ministres Ministre de l'Économie           |           | Waldemar Pawlak                                         | PSL   |
| Ministre du Développement régional                                       |           | Elżbieta Bieńkowska                                     | Sans  |
| Ministre de la Justice                                                   |           | Krzysztof Kwiatkowski                                   | PO    |
| Ministre des Sports et du Tourisme                                       |           | Adam Giersz                                             | Sans  |
| Ministre du Travail et de la Politique sociale                           |           | Jolanta Fedak                                           | PSL   |
| Ministre des Infrastructures                                             |           | Cezary Grabarczyk                                       | PO    |
| Ministre du Trésor                                                       |           | Aleksander Grad                                         | PO    |
| Ministre de l'Éducation nationale                                        |           | Katarzyna Hall                                          | Sans  |
| Ministre de la Défense nationale                                         |           | Bogdan Klich (jusqu'au 29/07/2011) Tomasz Siemoniak     | PO    |
| Ministre de la Santé                                                     |           | Ewa Kopacz                                              | PO    |
| Ministre de la Science et de l'Enseignement supérieur                    |           | Barbara Kudrycka                                        | PO    |
| Ministre de l'Environnement                                              |           | Maciej Nowicki (jusqu'au 01/02/2010) Andrzej Kraszewski | Sans  |
| Ministre des Finances                                                    |           | Jacek Rostowski                                         | Sans  |
| Ministre de l'Agriculture et du Développement rural                      |           | Marek Sawicki                                           | PSL   |
| Ministre de l'Intérieur et de l'Administration                           |           | Jerzy Miller                                            | Sans  |
| Ministre des Affaires étrangères                                         |           | Radosław Sikorski                                       | PO    |
| Ministre de la Culture et du Patrimoine national                         |           | Bogdan Zdrojewski                                       | PO    |
| Ministre sans portefeuille Président du comité permanent du gouvernement |           | Michał Boni                                             | Sans  |

## Politique gouvernementale

### Économie
Donald Tusk, président du Conseil des ministres europhile convaincu, est favorable à l'entrée de la Pologne dans la Zone euro, d'ici à 2012.  De plus partisan de l'orthodoxie budgétaire, Donald Tusk est libéral et affiche volontiers sa sympathie envers l'Allemagne et la Russie.

### Social
La politique sociale du gouvernement Tusk est conservatrice en matière sociétale : si le président du Conseil des ministres et ses ministres sont des adversaires de la peine de mort, ils ne sont pas favorables à l'avortement et au mariage homosexuel.